# Saldívar (apellido)
Saldívar es un apellido toponímico español de origen vasco procedente  de la localidad de su nombre (Vizcaya). El topónimo Zaldívar es de origen vasco y significa "valle de los caballos" o "valle del soto" (de vasco zaldi "caballo" o zaldu "soto" y ibar "valle" o "vaguada").